# 猫俳句大賞
猫俳句大賞（ねこはいくたいしょう）は株式会社アドライフが主催する俳句コンテスト。猫をテーマとした俳句を募集し、2/22（猫の日）に大賞および各賞を発表している。2019年に創設。審査員は俳人の堀本裕樹＋ゲスト審査員の２名が担当する。毎回大賞１句、準賞１句、佳作20句の合計22句が選ばれ、大賞には賞状と副賞10万円、準賞には賞状と副賞5万円が贈られる。俳句とともに猫の写真も募集しており、猫俳句大賞の公式サイトには投稿者の猫写真が掲載されている。2022年6月に第１回～3回の猫俳句大賞応募作品から299句を収録した書籍『猫は髭から眠るもの』（幻冬舎）が発売された。

## 過去のコンテスト結果

### 第1回猫俳句大賞
【審査員】
- 堀本裕樹（俳人）
- 町田康（小説家）

【大賞および各賞】
第1回猫俳句大賞結果発表ページ

### 第2回猫俳句大賞
【審査員】
- 堀本裕樹（俳人）
- 新井素子（小説家）

【大賞および各賞】
第2回猫俳句大賞結果発表ページ

### 第３回猫俳句大賞
【審査員】
- 堀本裕樹（俳人）
- 角田光代（小説家）

【大賞および各賞】
第3回猫俳句大賞結果発表ページ

### 第４回猫俳句大賞
【審査員】
- 堀本裕樹（俳人）
- 村山由佳（小説家）

【大賞および各賞】
第4回猫俳句大賞結果発表ページ